# Acerentomon dominiaki
Acerentomon dominiaki är en urinsektsart som beskrevs av Andrzej Szeptycki 1977. Acerentomon dominiaki ingår i släktet Acerentomon och familjen lönntrevfotingar. Inga underarter finns listade i Catalogue of Life.